# Amino Acids
Amino Acids ist eine Peer-Review-Fachzeitschrift, die sich primär mit Aminosäuren und Proteinen beschäftigt. 
Die Zeitschrift wurde 1991 gegründet. Chefredakteurin ist Ellen I. Closs von der Johannes Gutenberg-Universität Mainz. Die Zeitschrift hatte nach Journal Citation Reports des Web of Science 2019 einen Impact Factor von 3,063 und belegte damit in der Kategorie „Biochemie und Molekularbiologie“ Rang 153 von 297.